# Frédéric Henry Richard de Ruffey
Frédéric Henry Richard de Ruffey (29 mai 1750 - 10 avril 1794), fut seigneur de Ruffey sous Beaune, de Vesvrotte, de Trouhans, du Martray et de Crilloire (en Anjou). Il fut surtout conseiller puis président du parlement de Bourgogne.

## Biographie

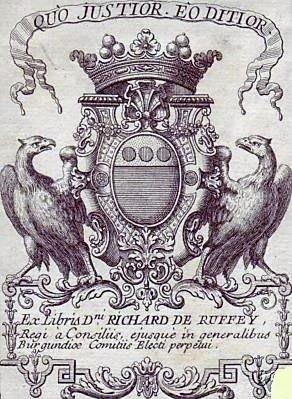
Armes des Richard de Ruffey

Né le 29 mai 1750, Frédéric Henry Richard de Ruffey est le fils de Gilles Germain Richard de Ruffey, président de la chambre des comptes de Bourgogne, et d'Anne Claude de La Forest.
Conseiller au parlement de Bourgogne à partir du 8 août 1768, il fait partie du nouveau parlement, dit « Parlement Maupeou », connu pour sa première démarche en faveur des proscrits et son refus d’enregistrement d'un édit contraire aux privilèges de la province. Le 4 mars 1776, il devient président à mortier. Il s'unit à Marie Charlotte Hocquart de Cuoeilly, fille d'un trésorier général de l'artillerie, le 25 août 1776.
Pendant la Révolution, il crée une société spécialisée dans l'acquisition et la revente de biens nationaux (4 janvier 1791). Inscrit sur une liste d’émigrés, il est guillotiné à Dijon le 21 germinal An II (10 avril 1794). Sa femme, devenue folle à sa mort, passe ses jours et ses nuits sur la place où il a été exécuté. Elle meurt le 27 décembre 1835, sans enfants.

## Armes et devise
- Armes : D'azur au chef cousu d'or, chargé de trois tourteaux de gueules.
- Devise : « Quo justior eo ditior »